# Cnemidocarpa annectens
Cnemidocarpa annectens is een zakpijpensoort uit de familie van de Styelidae. De wetenschappelijke naam van de soort is voor het eerst geldig gepubliceerd in 1921 door Hartmeyer.